# タウンニュース社
株式会社タウンニュース社（タウンニュースしゃ）は、フリーペーパーの地域新聞『タウンニュース』の発行を行う企業。神奈川県全域と東京都多摩地域に約221万部を発行（2011年12月時点）している。

## 沿革
- 1977年7月 - 創業[2]。
- 1980年8月 - 設立[2]。
- 2006年4月 - ジャスダック証券取引所上場[2]。

## 発行地域
- 横浜地区 - 青葉区版、緑区版、港北区版、都筑区版、旭区版、瀬谷区版、泉区版、戸塚区版、港南区・栄区版、中区・西区版、南区版、金沢区・磯子区版、保土ケ谷区版、鶴見区版、神奈川区版
- 川崎地区 - 宮前区版、高津区版、多摩区版、中原区版、麻生区版、川崎区・幸区版
- 相模原・東京多摩地区 - さがみはら中央区版、さがみはら南区版、さがみはら緑区版、町田版、八王子版、多摩版
- 県央地区 - 大和版、海老名・座間・綾瀬版、厚木・愛川・清川版、伊勢原版
- 横須賀・三浦地区 - 横須賀版、三浦版、逗子・葉山版
- 湘南・県西地区 - 藤沢版、鎌倉版、茅ヶ崎版、寒川版、平塚版、大磯・二宮・中井版、小田原・箱根・湯河原・真鶴版、足柄版、秦野版

## 紙面の概要
紙面はタブロイド判で4 - 8ページ仕様、全ページがカラー。4ページ仕様の場合は1ページ目と4ページ目が表紙となり、それぞれ最上部に『タウンニュース』のロゴが入る。紙面は発行地域での取材記事と広告で構成されており、連載「人物風土記」では発行地域にゆかりのある著名人や各種団体代表、首長、アスリートなどが紹介される。

## 関連施設
2012年、神奈川県秦野市に「タウンニュースホール」を開設。地域文化・芸術振興などを目的とした施設で、150の固定席を備える。